# Martial Sicard
Pour les articles homonymes, voir Sicard.
Martial Sicard, né le 5 avril 1848 à Digne-les-Bains (Basses-Alpes) et mort le 5 août 1923 à Forcalquier (Basses-Alpes), est un homme politique français.
Avoué à Forcalquier, il est maire de la ville en 1892 et conseiller général la même année. Il est député des Basses-Alpes de 1895 à 1902, inscrit au groupe des Républicains progressistes.